# Phrynarachne coerulescens
Phrynarachne coerulescens är en spindelart som först beskrevs av Carl Ludwig Doleschall 1859.  Phrynarachne coerulescens ingår i släktet Phrynarachne och familjen krabbspindlar. Inga underarter finns listade i Catalogue of Life.